# Villalgordo del Júcar
Villalgordo del Júcar – gmina w Hiszpanii, w prowincji Albacete, w Kastylii-La Mancha, o powierzchni 46,68 km². W 2011 roku gmina liczyła 1240 mieszkańców.